# Văn học Trung Quốc
Văn học Trung Quốc có bề dày lịch sử hàng ngàn năm, từ các tài liệu lưu trữ của các triều đại cho đến các tiểu thuyết hư cấu từ thời trung cổ để phục vụ cho các độc giả người Trung Quốc biết chữ. Mặc dù việc đưa vào sử dụng rộng rãi kỹ thuật in mộc bản trong thời nhà Đường (618-907) và sự phát minh ra kỹ thuật in ấn loại di động (in ru lô, tiếng Anh: movable type) bởi Tất Thăng (畢昇) (990-1051) trong thời nhà Tống (960-1279) không làm tiêu tan tầm quan trọng hay sự nhấn mạnh vào việc viết thư pháp Trung Hoa, cả hai loại kỹ thuật in ấn này đã nhanh chóng truyền bá kiến thức bằng văn bản khắp Trung Hoa hơn bao giờ hết.
Trong thời kỳ hiện đại, tác gia Lỗ Tấn (1881-1936) có thể được xem là người sáng lập văn học bạch thoại hiện đại ở Trung Quốc.
Văn học cổ đại Trung Quốc có ảnh hưởng mạnh mẽ đến văn học các nước Hán hóa như: Nhật Bản, Triều Tiên, Việt Nam. Cho đến khi văn hóa phương Tây du nhập vào Việt Nam, đặc biệt là thời Pháp thuộc thì văn học Việt Nam mới dần chuyển qua chịu ảnh hưởng của văn học phương Tây cho đến nay.

## Các tác phẩm kinh điển
Trung Quốc có kho tàng văn học cổ điển phong phú, bao gồm cả thơ và văn xuôi, có niên đại từ thời nhà Đông Chu (770 TCN - 256 TCN) và bao gồm các tác phẩm kinh điển được cho là của Khổng Tử. Trong số các tác phẩm kinh điển nhất của văn học Trung Quốc là Kinh Dịch (易經), một cuốn sách dựa trên bát quái. Ban đầu, Kinh Dịch được coi là một hệ thống để bói toán, nhưng sau đó được phát triển theo bởi các nhà triết học Trung Hoa. Cho tới nay, Kinh dịch đã được bổ sung các nội dung nhằm diễn giải ý nghĩa cũng như truyền đạt các tư tưởng triết học cổ Trung Hoa và được coi là một tinh hoa của cổ học Trung hoa, nó được vận dụng vào rất nhiều lĩnh vực của cuộc sống như thiên văn, địa lý, quân sự, nhân mệnh được dựa trên vị hoàng đế huyền thoại Phục Hy. Đến thời Khổng Tử, bát quái đã được phát triển thành 64 quẻ.
Kinh Thi (詩經 Shī Jīng) là một trong năm quyển Ngũ Kinh tương truyền do Khổng Tử san định từ những câu ca dao của nhân dân Trung Hoa thời Xuân Thu. Kinh Thi là một bộ sách gồm có những câu ca dao rất cổ của Trung Hoa. Ngày xưa, Thiên tử cứ năm năm đi tuần thú một lần và ra lệnh cho quan Thái sư hiến dâng ca dao để xem phong tục của dân. Chư hầu nhặt những câu thi ca ấy để hiến lên Thiên tử, Thiên tử tiếp nhận và liệt vào nhạc quan, lấy cái đó để xét phong tục tốt hay xấu, biết việc trị quốc tốt đẹp hay suy thoái.
Theo mấy lời dẫn trên thì những bài ca dao trong Kinh Thi đã được sưu tập trước thời Khổng Tử. Nguyên nhan đề là "Thi" chứ không có chữ Kinh. Người ta thêm chữ ấy vì cho rằng cho Kinh Thi được Khổng Tử san định.
Kinh Thư (書經): là một bộ phận trong bộ sách Ngũ Kinh của Trung Quốc, ghi lại các truyền thuyết, biến cố về các đời vua cổ có trước Khổng Tử. Khổng Tử san định lại để các ông vua đời sau nên theo gương các minh quân như Nghiêu, Thuấn chứ đừng tàn bạo như Kiệt, Trụ.
Lễ Ký (禮記) một bản phục hồi của bản gốc Kinh Lễ (tiếng Trung: 禮記 Lǐ Jì) là một quyển trong bộ Ngũ Kinh của Khổng Tử, ghi chép các lễ nghi thời trước. Khổng Tử hiệu đính lại mong dùng làm phương tiện để duy trì và ổn định trật tự. Khổng Tử nói: "Không học Kinh Lễ thì không biết đi đứng ở đời" (sách Luận Ngữ).
Kinh Xuân Thu (春秋), một tác phẩm ghi chép lịch sử của vua nước Lỗ từ năm 722 đến năm 479 trước Công nguyên春秋. Xuân Thu (tiếng Trung Quốc: 春秋; bính âm: Chūnqiū, cũng được gọi là 麟經 Lân Kinh) là bộ biên niên nước Lỗ viết về giai đoạn từ năm 722 TCN tới năm 481 TCN. Đây là văn bản lịch sử Trung Quốc sớm nhất còn lại và được ghi chép theo các quy tắc sử biên niên. Văn bản cực kỳ súc tích, và nếu chúng ta bỏ toàn bộ những lời phê bình, nội dung sẽ dài khoảng 16 nghìn từ, vì thế chỉ có thể hiểu được nghĩa của nó với sự hỗ trợ của những lời bình của các học giả thời xưa, đặc biệt theo truyền thống Tả Truyện.
Luận Ngữ (論語) Luận Ngữ là một sách mà do Khổng Tử và những đệ tử của mình biên soạn.
Luận Ngữ là một quyển sách trong bốn sách gọi là Tứ Thư. Ngoài Luận Ngữ, Tứ Thư cũng gồm có Đại học, Mạnh tử và Trung Dung. Luận Ngữ được viết từ đời Tiền Hán tới đời Hậu Hán, và là một chủ đề học vấn chủ yếu trong thi triều đình Trung Hoa Khoa bảng (hay là "Khoa Cử").
Luận Ngữ là sách sưu tập ghi chép lại những lời dạy của Khổng Tử và những lời nói của người đương thời. Sách Luận Ngữ gồm 20 thiên, mỗi thiên đều lấy chữ đầu mà đặt tên, và các thiên không có liên hệ với nhau.
Trong lĩnh vực nghệ thuật quân sự, Tôn Tử Binh Pháp (孙子兵法) của Tôn Tử vào thế kỷ 6 trước Công nguyên đã đánh dấu một cột mốc trong các cẩm nang nghệ thuật quân sự Trung Quốc cho muôn đời sau như Vũ Kinh Tổng Yếu (武经总要; 1044 sau Công nguyên) và Hỏa Long Kinh (火龙神器阵法 (Hỏa Long Thần Khí Trận Pháp) giữa thế kỷ 14). Ngoài ra, có lẽ Binh Pháp hiện đang là sách cẩm nang cho quan hệ ngoại giao quốc tế hiệu quả hàng đầu.